# 堺ジャンクション
堺ジャンクション（さかいジャンクション）は、大阪府堺市中区にある、阪和自動車道と堺泉北道路を接続する、ハーフジャンクションである。和歌山方面へは、阪和自動車道の堺ICと堺泉北有料道路の太平寺出入口を利用することになる。

## 道路
- E26 阪和自動車道（14番）
- E90 堺泉北道路

## 接続
阪和自動車道と堺泉北道路との接続は以下のとおり。
- 阪和自動車道・下り線松原・近畿道・西名阪道方面から、堺泉北道路へ
- 堺泉北道路から、阪和自動車道・上り線（松原・近畿道・西名阪道方面）へ

阪和自動車道和歌山方面と堺泉北道路相互の通行はできない。

## 歴史
- 1991年12月7日 : 阪和道　美原北IC-堺IC間と堺泉北道路　平井出入口−堺JCT間の開通に伴い供用開始。

## 隣
E26 阪和自動車道
(13) 美原南IC - 堺本線TB - (14) 堺JCT - (15) 堺IC
E90 堺泉北道路
堺JCT - 平井本線料金所 - 平井IC - 太平寺IC